# Беджанян, Давид Ованесович
Давид Ованесович Беджанян (арм. Դավիթ Հովհաննեսի Բեջանյան, 9 января 1944 года, Ереван — 21 февраля 2011 года, там же) — армянский советский музыкант и скульптор.

## Биография
Сын скульптора Ованеса Беджаняна.
Учился в музыкальной школе имени П. И. Чайковского и Художественном училище имени Терлемезяна. Окончил Театрально-художественный институт.
Как музыкант работал в ансамблях «Крунк», «Серпантине», с Малхасом в «Поплавке».
В 2005 году сыграл в концерте «Поет Ереван 70-х», после чего оставил сцену.
С 1972 по 1992 год преподавал в Ереванской академии художеств, доцент.
Умер от сердечной недостаточности.

## Творчество
Памятник Арно Бабаджаняну в Ереване (2003)

## Личная жизнь
Жена Надежда Беджанян-Саркисян — депутат Национального собрания (фракция Шамирам)
Сын — Ара Беджанян, 19.09.1970 г.
Дочь — Эмма Беджанян, 12.04.1984 г.
Сын — Ара Давидович Беджанян (18.09.1970)